# Place Mossé
La place Mossé est une des places principales de la ville de Nevers.

## Situation et accès

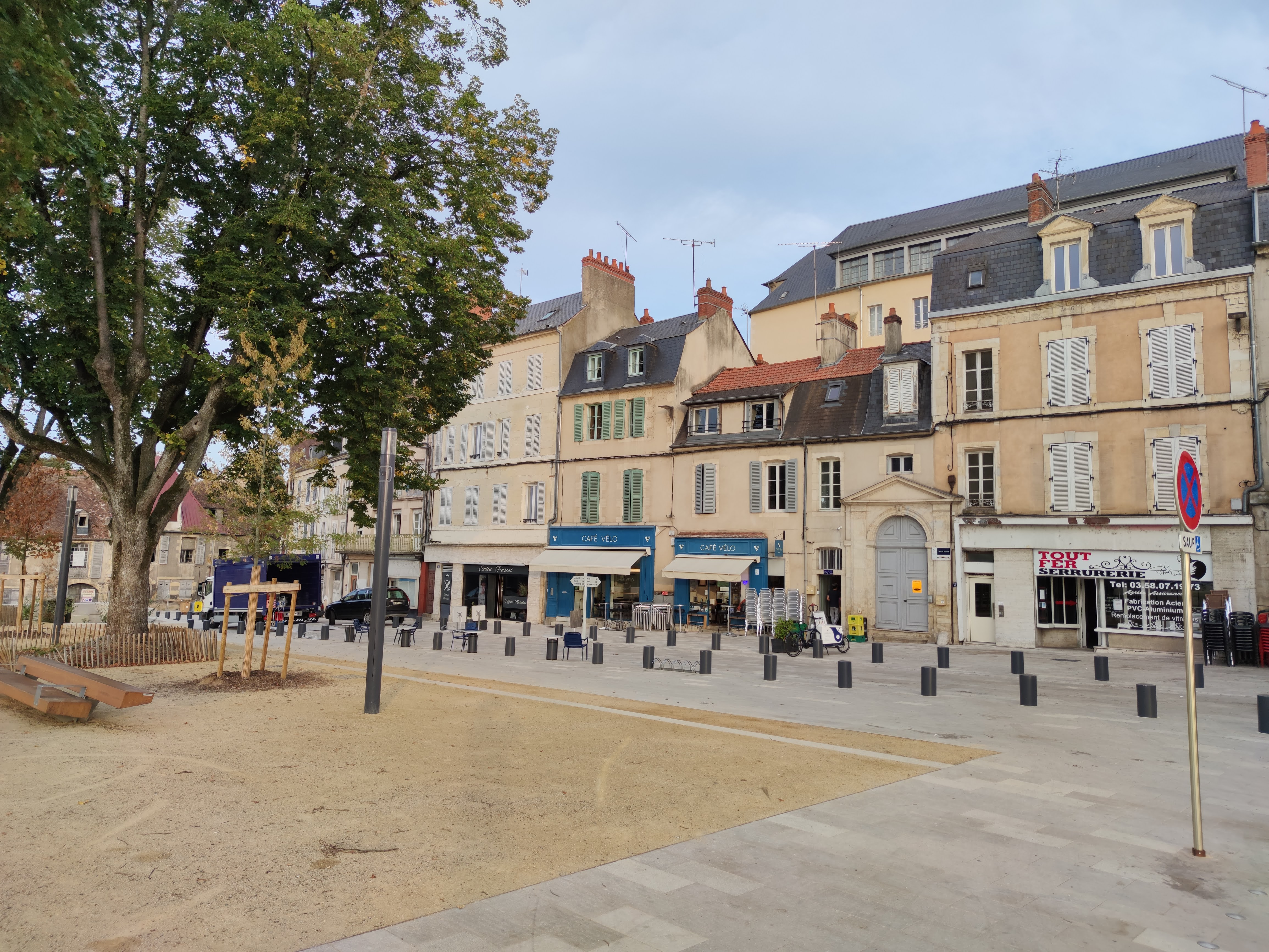
La place vue du côté est.

Située à l’entrée sud de la ville, elle fait le lien entre entre le quartier ancien de Nevers et les quais de Loire.
On y accède, côté est, par le quai de Mantoue ou la rue de Loire et, côté ouest, par la rue Saint-Genest ou la rue du Guichet.
Elle est desservie par la ligne de bus T2 à l’arrêt Place Mossé.

## Origine du nom
Elle porte le nom de l’ingénieur en chef des Ponts et Chaussées Gabriel Mossé (1780-1839), à l’origine de sa création, qui fut conseiller municipal de la ville. 
Du vivant de Gabriel Mossé, elle porte le nom de place du Pont.

## Historique
La place est construite dans les années 1833-1835.
Elle est l’objet d’importants travaux en 2021-2023. Elle est officiellement inaugurée le 21 juin 2023, en présence du maire, des élus de la ville et du préfet.

## Bâtiments remarquables et lieux de mémoire

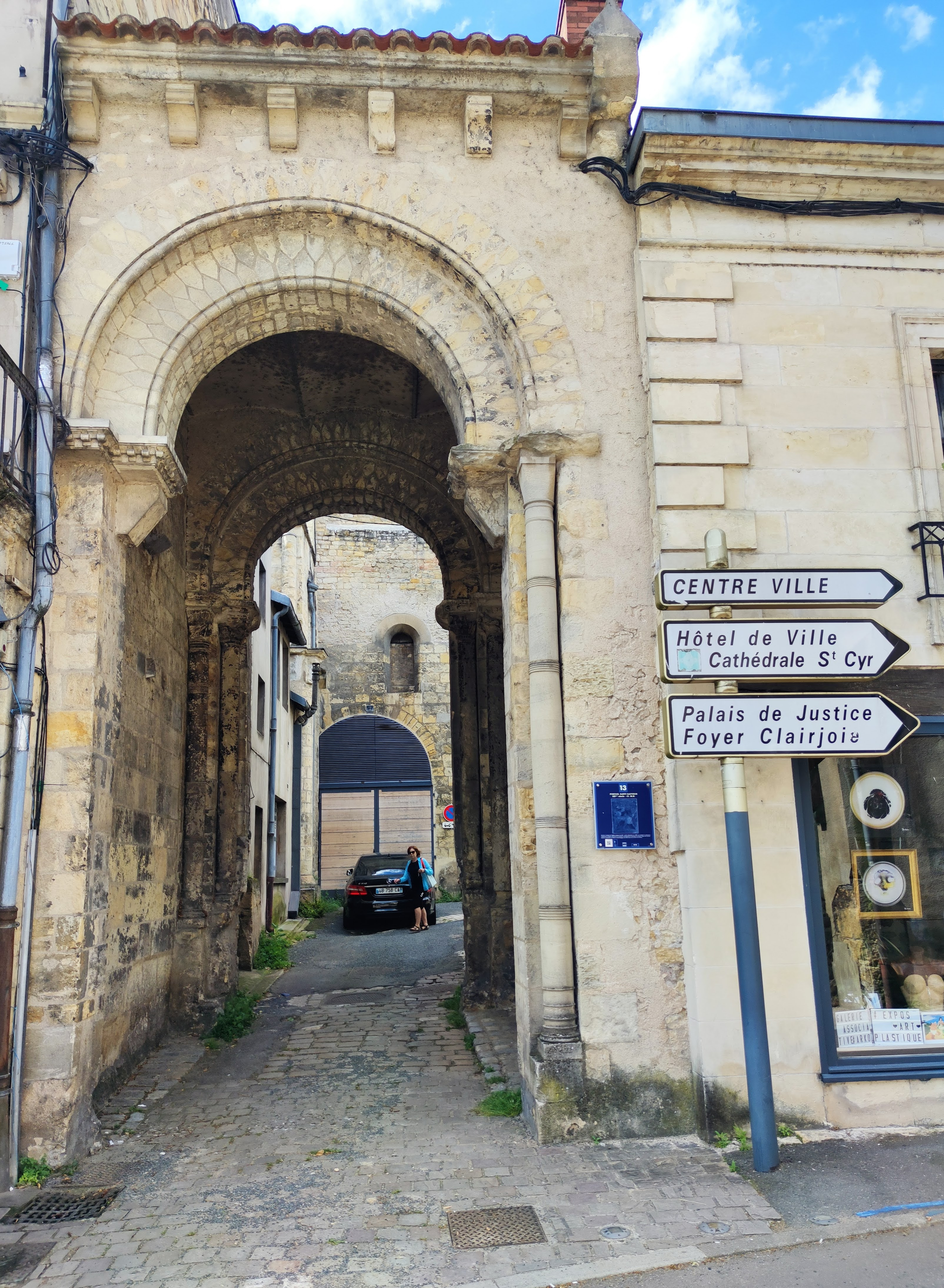
Le porche de l’ancienne église Saint-Sauveur.

- No 2 : ancien hôtel Saint-Louis. Le graveur Fernand Chalandre (1879-1924) lui a consacré une gravure sur bois, aujourd’hui conservée par le musée de la Faïence et des Beaux-Arts de Nevers[5].

- No 3 : depuis 1992, une galerie d'art est installée à cette adresse [6].

- Nos 15 et 16 : ancien hôtel de voyageurs du Grand-Monarque (hôtel du Grand-Cerf pendant la Révolution), en travaux en 2023. De retour d’Égypte, Bonaparte y logea le 15 octobre 1799[7].

- Vestiges de l’église Saint-Sauveur de Nevers[8]. Plusieurs chapiteaux et le tympan du portail se trouvent au musée de la porte du Croux à Nevers[9].